# Bơm chân không

Roots blower là một ví dụ của máy bơm chân không

Bơm chân không (Vacuum Pump) là thiết bị được sử dụng để tạo ra môi trường chân không hoặc môi trường có áp suất thấp hơn so với áp suất khí quyển thông qua việc loại bỏ không khí và các loại khí khác ra khỏi một không gian nhất định nào đó... Máy bơm chân không đầu tiên được Otto von Guericke phát minh vào năm 1650, kế tục máy bơm hút đã có mặt từ thời cổ đại. Bơm hút chân không có ứng dụng vô cùng rộng rãi trong các ngành công nghiệp, đặc biệt là các ngành công nghiệp sản xuất bằng hệ thống chân không.

## Lịch sử

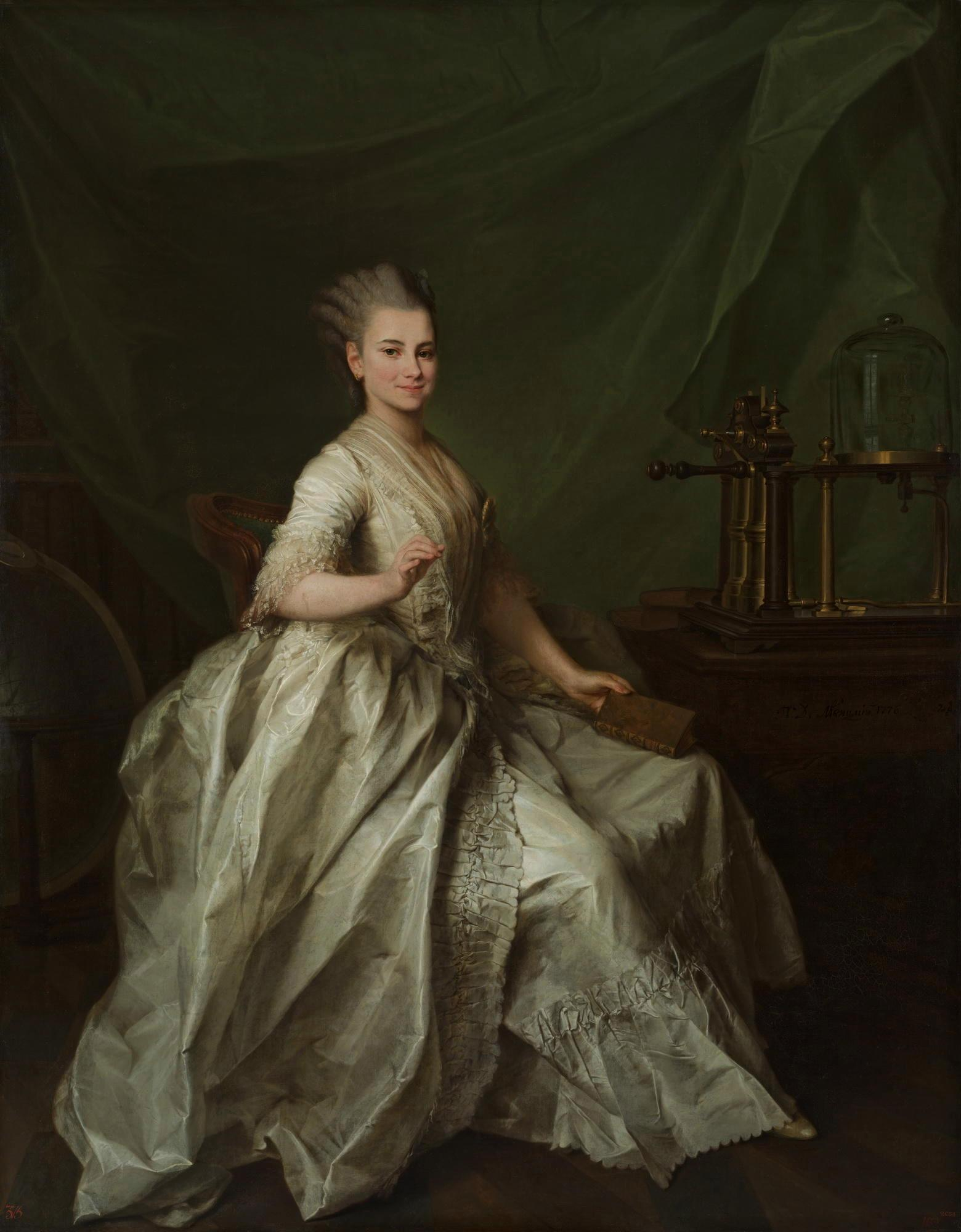
Sinh viên của Viện Smolny Catherine Molchanova với máy bơm chân không, của Dmitry Levitzky, 1776

Tiền nhiệm của máy bơm chân không là bơm hút, do người La Mã sử dụng. Máy bơm hút hai chiều đã được tìm thấy ở thành phố Pompeii. Kỹ sư Ả Rập Al-Jazari cũng mô tả máy bơm hút vào thế kỷ 13. Ông nói rằng mô hình của ông là một phiên bản lớn hơn của siphons mà người Byzantine sử dụng để dập tắt súng lửa của quân Hy Lạp. Bơm hút sau đó xuất hiện lại ở châu Âu từ thế kỷ 15.
Đến thế kỷ 17, thiết kế bơm nước đã được cải thiện đến mức người ta tạo ra những khoảng chân không đo đạc được, nhưng mọi người không hiểu điều này. Các máy bơm hút thời kỳ đó không thể kéo nước vượt quá một chiều cao nhất định: kỷ lục đo được là 18 yard Florentine được thực hiện vào khoảng năm 1635. (chuyển đổi sang đơn vị mét là khoảng 9 hoặc 10 mét.) Giới hạn này là vấn đề của các dự án thủy lợi, việc thoát nước trong các mỏ và vòi phun nước trang trí theo kế hoạch của Công tước xứ Toscana. Công tước do đó đã nhờ Galileo điều tra vấn đề. Galileo đưa bài toán này cho các nhà khoa học khác, bao gồm Gaspar Berti, người đã thể hiện bài toán bằng cách xây dựng máy đo áp suất nước đầu tiên ở Rôma năm 1639. Máy đo áp suất của Berti đã tạo ra một khoảng chân không trên cột nước, nhưng ông không thể giải thích nó. Bước đột phá sau đó do Evangelista Torricelli thực hiện vào năm 1643. Nhờ các ghi chú của Galileo, ông đã xây dựng thiết bị đo áp suất thủy ngân đầu tiên và đã viết một luận cứ thuyết phục rằng không gian ở trên cùng là chân không. Chiều cao của cột do vậy bị giới hạn ở trọng lượng tối đa mà áp suất khí quyển có thể hỗ trợ; đây là chiều cao giới hạn của một máy bơm hút.
Năm 1654, Otto von Guericke phát minh ra chiếc máy bơm chân không đầu tiên và tiến hành cuộc thử nghiệm nổi tiếng Quả cầu Magdeburg, cho thấy 4 cặp ngựa không thể tách rời hai bán cầu chứa chân không. Robert Boyle đã cải tiến thiết kế của Guericke và tiến hành các thí nghiệm về các đặc tính của chân không. Robert Hooke cũng giúp Boyle sản xuất một máy bơm không khí giúp tạo ra chân không. Nghiên cứu về chân không sau đó bị ngưng lại cho tới năm 1855, khi Heinrich Geissler phát minh ra máy bơm tháo nước và đạt được chân không kỷ lục khoảng 10 Pa (0,1 Torr). Một số tính chất về điện có thể quan sát ở mức chân không này, và làm phong phú thêm nghiên cứu về chân không. Điều này, đến lượt nó, lại dẫn đến sự phát triển của đèn điện tử chân không.

## Các loại bơm chân không
- Bơm chân không vòng nước (Liquid Ring Vacuum Pump)
- Bơm chân không vòng dầu (Oil Rotary Vane Vacuum Pump)
- Bơm chân không khô (Dry Vacuum Pump)
- Bơm chân không kiểu pít-tông (Piston Vacuum Pump)
- Bơm ion (Sputter Ion Pump)
- Bơm chân không lạnh (Cyopump)

## Các ngành sử dụng bơm chân không
- Điện
- Công nghiệp hóa học
- Khai thác mỏ
- Dược phẩm
- Nhựa
- Y tế
- Môi trường
- Thực phẩm
- Đóng gói, bao bì
- Luyện kim